# Don Cherry (Musiker)

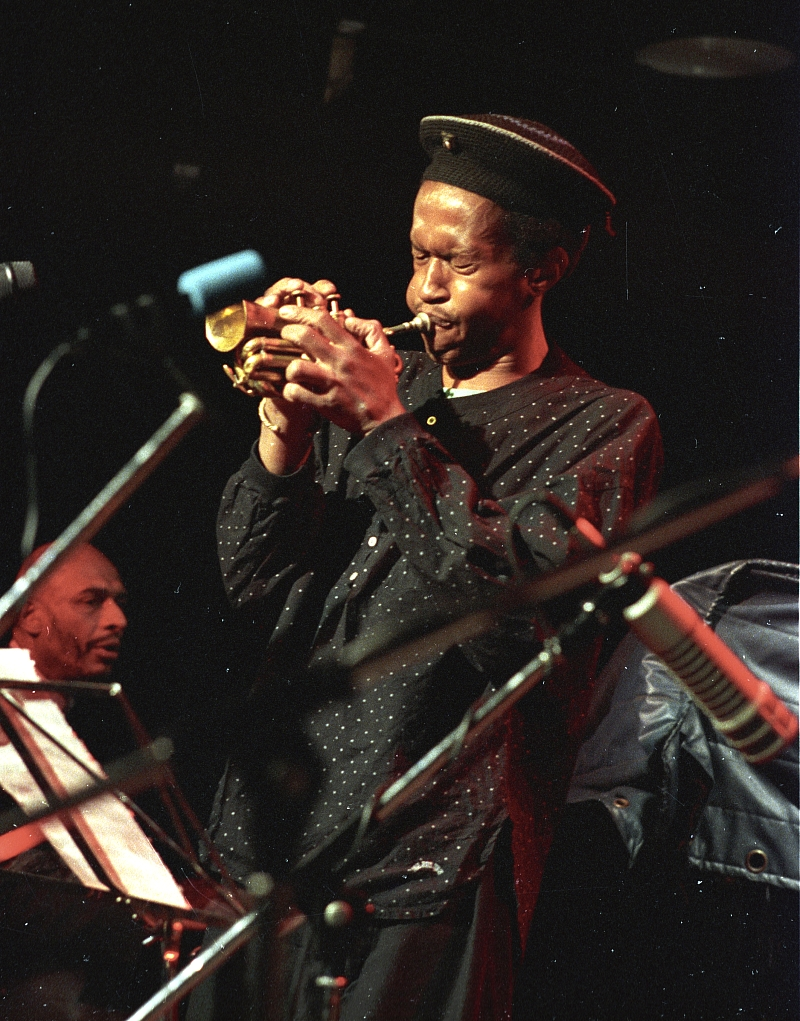
Don Cherry

Donald Eugene „Don“ Cherry (* 18. November 1936 in Oklahoma City; † 19. Oktober 1995 in Málaga) war ein US-amerikanischer Free-Jazz-Musiker und ist vor allem durch sein Spiel auf der Taschentrompete bekannt geworden. Weiterhin spielte er Flöten, die afrikanische Harfe Doussou N’Goni, verschiedene Schlaginstrumente (Perkussion), Piano und Melodica und trat auch als Sänger hervor.

## Leben und Wirken
Donald „Don“ Cherry war Mitglied des legendären Quartetts von Ornette Coleman (1957–1961, 1987). Anschließend spielte er mit John Coltrane und Sonny Rollins, bevor er mit Archie Shepp und John Tchicai die New York Contemporary Five bildete. Nach einem Gastspiel in der Gruppe von Albert Ayler bildete er mit Gato Barbieri, Karl Berger und einer europäischen Rhythmusgruppe sein eigenes Quintett. Nach Gesangsunterricht bei Pandit Pran Nath (gemeinsam mit Terry Riley und La Monte Young) war Cherry einer der großen Verbinder von Jazz und Weltmusik. Nach europäischen Tourneen mit Johnny Dyani, Okay Temiz bzw. Han Bennink, schwedischen Musikern und seiner Frau Moki bildete er Mitte der 1970er wieder Gruppen mit amerikanischen Kollegen, insbesondere Dewey Redman, Charlie Haden und Ed Blackwell (dem Projekt Old and New Dreams), später auch mit Peter Apfelbaum und Carlos Ward. Außerdem wandte er sich der Musik des afrikanischen Kontinents verstärkt zu (Mandingo Griot Society, Gift of the Gnawa) und reflektierte diese auch in seinen Kompositionen. Mit Naná Vasconcelos und Collin Walcott unterhielt er das für viele Einflüsse offene Trio CoDoNa. Die Popgruppe U2 hat auf dem Album Pop seine Stücke gesampelt. Er spielte unter anderem auch mit Lou Reed zusammen, zu hören auf der LP (CD) The Bells.
Das Magazin Rolling Stone wählte sein Album Mu, First Part von 1969 in seiner Liste Die 100 besten Jazz-Alben auf Platz 94.
Don Cherry starb mit 58 Jahren an Leberkrebs.
Auch sein Sohn Eagle-Eye Cherry und seine Stieftochter Neneh Cherry sind als Musiker tätig und haben in Teilen seine Phrasierung auf ihren Gesangsstil übertragen.

## Wichtige Aufnahmen

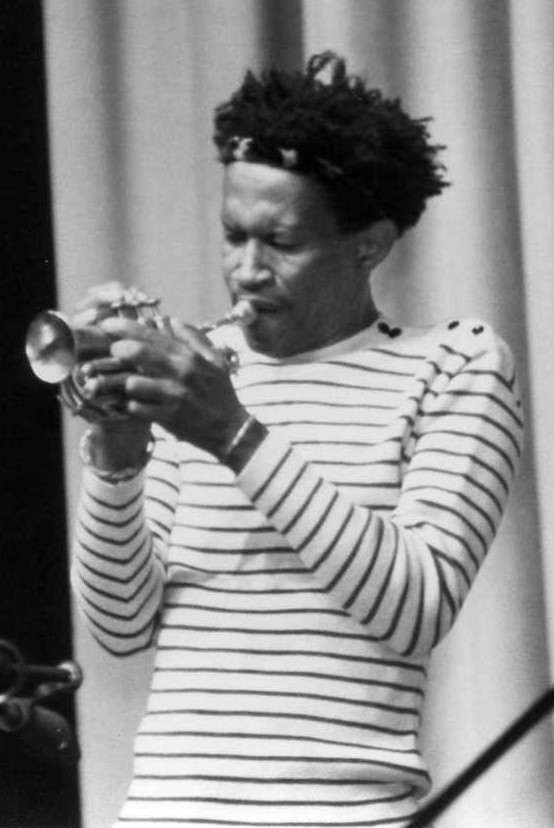
Don Cherry (Münster, 1987)

- Cherry Jam (Gearbox, 1965, ed. 2020)
- Complete Communion (mit Gato Barbieri, Henry Grimes, Ed Blackwell, 1965)
- Symphony For Improvisers (mit Barbieri, Karl Berger, Pharoah Sanders, Henry Grimes, J. F. Jenny-Clark, Ed Blackwell 1966)
- Where Is Brooklyn? (mit Pharoah Sanders, Henry Grimes, Ed Blackwell, 1966)
- Live at Cafe Montmartre (mit Barbieri, Berger, Bo Stief, Aldo Romano, 1966)
- Eternal Rhythm (mit Albert Mangelsdorff, Sonny Sharrock, Berger, u. a. 1968)
- Mu 1+2 (Duo mit Ed Blackwell, 1969)
- Orient/Blue Lake (mit Johnny Dyani und Okay Temiz bzw. Moki Cherry, 1971)
- Organic Music (mit Maffy Falay, Bengt Berger, Tommy Koverhult, Naná Vasconcelos, Okay Temiz, Moki Cherry u. a., 1972)
- Relativity Suite (mit Jazz Composer’s Orchestra, 1973)
- Brown Rice (mit Billy Higgins, Charlie Haden, Frank Lowe, u. a. 1975)
- Hear and Now (mit Marcus Miller, Michael Brecker, Tony Williams, Moki Cherry u. a., 1976)
- Codona (= Collin Walcott, Don Cherry, Naná Vasconcelos, 1978)
- Musical Monsters (1980, ed. 2018)
- Codona 2 (1980)
- Codona 3 (1982)
- Home Boy/Sister Out (mit Ramuntcho Matta, Jannick Top u. a., 1985)
- Art Deco (mit James Clay, Charlie Haden, Billy Higgins, 1986)
- Live at the Bracknell Jazz Festival (mit Carlos Ward, Mark Helias, Ed Blackwell, Naná Vasconcelos, 1986)
- Multikulti (mit Peter Apfelbaum, Carlos Ward, Bob Stewart, Ingrid Sertso, Karl Berger, Ed Blackwell, Naná Vasconcelos u. a., 1990)
- Dona Nostra (mit Lennart Åberg, Bobo Stenson, Anders Jormin, Anders Kjellberg, Okay Temiz, 1993)

als Sideman
- Ornette Coleman Something Else (1958)
- Ornette Coleman The Shape of Jazz to Come (1959)
- Ornette Coleman Free Jazz: A Collective Improvisation (1960)
- Sonny Rollins Our Man In Jazz (1962)
- New York Eye and Ear Control mit Albert Ayler, Roswell Rudd, John Tchicai, Gary Peacock, Sunny Murray (1965)
- Charles Brackeen: Rhythm X (1968, ed. 1973)
- Charlie Haden: Liberation Music Orchestra (1969)
- Carla Bley: Escalator over the Hill (1971)
- Albert Ayler Quintet with Don Cherry: European Recordings Autumn 1964 revisited (ed. 2021)